# مدرسه شاهد
مدرسه شاهد مربوط به دوره پهلوی اول است و در بابلسر، خیابان فلسطین، مدرسه شاهد واقع شده و این اثر در تاریخ ۷ اسفند ۱۳۸۶ با شمارهٔ ثبت ۲۱۵۶۷ به‌عنوان یکی از آثار ملی ایران به ثبت رسیده است.